# Пунин, Николай Николаевич
Никола́й Никола́евич Пу́нин (16 [28] ноября 1888, Гельсингфорс, Великое княжество Финляндское, Российская империя — 21 августа 1953, Абезьский лагерь, Коми АССР, РСФСР, СССР) — русский историк искусства, художественный критик.

## Биография

### Детство. Юность
Родился в Гельсингфорсе (Хельсинки) в семье военного врача из мещан Николая Михайловича Пунина в 1888 году. Выпускник царскосельской гимназии 1907 года с серебряной медалью, учился у Иннокентия Анненского, который стал его первым идейным вдохновителем.
В 1907 году поступил в  Петербургский университет на юридический факультет — в дальнейшем перевёлся на историко-филологический, окончив его в 1914 году по специальности история искусств с выпускным сочинением на тему «Черты античности в пейзаже Джотто» (под руководством профессора Д.В. Айналова).
С 1913 по 1916 — сотрудник «Аполлона», ради которого ему пришлось оставить университетскую карьеру. В этом журнале Пунин впервые пробует свои силы в качестве художественного критика: он пишет статью «К проблеме византийского искусства». В эти же годы участвует в редакции отдела искусства журнала «Северные записки», становится членом редакционной комиссии сборников «Русская икона».
С 1913 по 1917 год работал в Русском музее в качестве ученого регистратора по отделению древнерусской живописи. Пунин был приглашён на работу ещё студентом: фактически он стал одним из организаторов древнерусского отдела музея. 

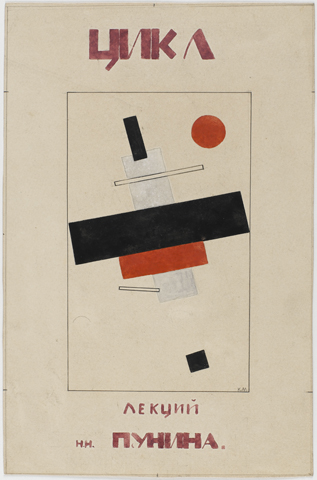
Обложка для курса лекций Н.Н. Пунина, выполненная Казимиром Малевичем в 1920 году.

### После Октябрьской революции. Научная и музейная деятельность
После революции — комиссар при Русском музее и Государственном Эрмитаже.
В 1918—1919 годах заведовал Петроградским ИЗО Наркомпроса.
Вместе с В. Маяковским, О. Бриком и Э. Шталбергом входит в редакционный совет газеты «Искусство коммуны» (октябрь 1918 года).
С 1924 года был членом учёного совета и заведующим отделом общей идеологии Института художественной культуры (ГИНХУК).

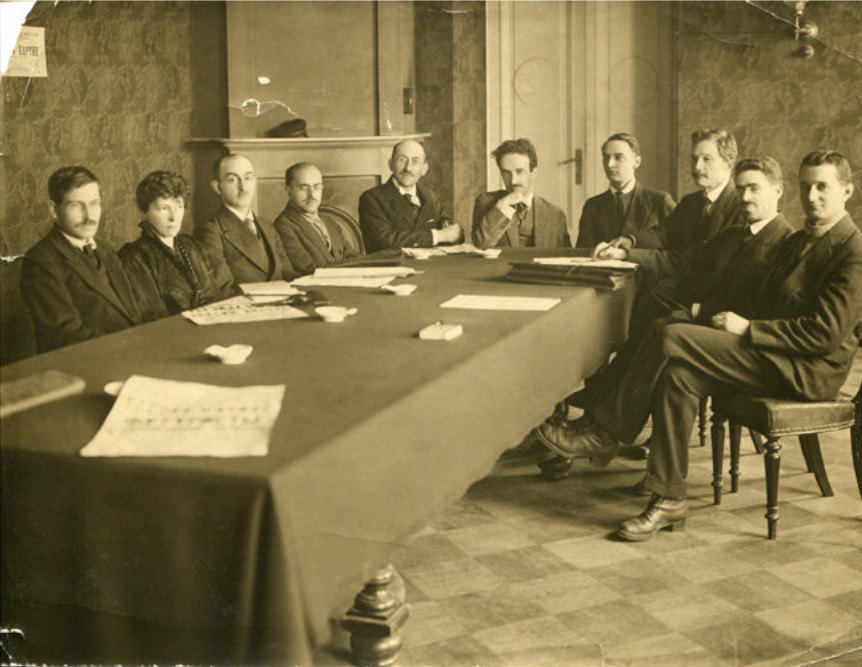
Отдел изобразительных искусств (ИЗО) Наркомпроса. Н.Н. Пунин - четвёртый справа, слева от него сидит заведующим отделом Д.П. Штеренберг. 1918 год.

В 1927 году возглавил отделение и создал экспозицию новейших течений в искусстве Русского музея.
В 1939 году ему была присвоена степень кандидата исторических наук. С 1942 года он был заведующим кафедрой западноевропейского искусства Института живописи, скульптуры и архитектуры, с 1944 года он был профессором кафедры всеобщей истории искусств исторического факультета ЛГУ, в 1944 году он был принят в Ленинградский союз художников. В ЛГУ читал курсы по истории западноевропейского искусства, истории русского искусства XIX века, курс анализа художественных произведений, спецкурсы о творчестве русских и западноевропейских мастеров. В это же время работал над докторской диссертацией по творчеству А. Иванова.

### Первый арест
Впервые арестовывался в 1921 году по делу «Петроградской боевой организации», однако был освобождён через два месяца за недоказанностью обвинения.
В 1934 году был уволен из Русского музея. Был арестован 24 октября 1935 года вместе с Л. Н. Гумилёвым по обвинению в том, что «являлся участником и вдохновителем контрреволюционной террористической группы студентов». Возлюбленная Пунина, Анна Ахматова, выехала в Москву и с помощью Бориса Пастернака сумела передать прошение в Кремль, после чего Пунин и Лев Гумилёв были освобождены.

### Великая Отечественная война
Войну встретил в Ленинграде с некоторой апатией и постоянно переживал страх смерти, не желая втягиваться в неё до последнего и испытывая чувство бессилия:
«Очень уговаривали меня ехать. Я бы поехал; ведь это в Самарканд. Но это значит втягиваться в войну, попасть в ее ритм, в ее жерло, а мне совсем как-то ни к чему война, и нет никакого у меня побуждения втягиваться в войну. Нет, я не еду. Лучше буду «удить серебряной удочкой» (прим. ред.: вести созерцательный образ жизни), пока можно. У меня такая сейчас тишина в сердце. Горит лампа. Тихо. Упокой, Боже, души, подымающиеся в эфир»…
К этому периоду Пунин практически полностью утратил прежнее воодушевление идеями революции. Если прежде записи в личном дневнике носили фрагментарный и спорадический характер, то теперь на страницах появляются обширные, ничем не завуалированные рассуждения на тему религиозного поиска, которые однако лишены всякой системности:
«И вот перед лицом всего этого я не стал «самим собой», я так и не мог собраться. Не то чтобы я растерялся, но живу в суете, правда, просто, но не торжественно и не на высотах. На это у меня не хватило сил. И если меня убьют сейчас или через несколько дней, я не подымусь в эфир в любви и покое. Я предстану там таким, каким я был в своих буднях: жадным и бесцельным, скорее даже немного шумным и суетливым. От жизни я мало устал, но и не стал более мудрым; так и не охватил ее, не научился созерцать ее в той неограниченности, которая только одна и дает правильное чувство отношений.<...>

Я сейчас подумал: если бы были открыты церкви и тысячи молились, наверное, со слезами, в мерцающем сумраке, насколько менее ощутима была бы та сухая железная среда, в которой мы теперь живем..»

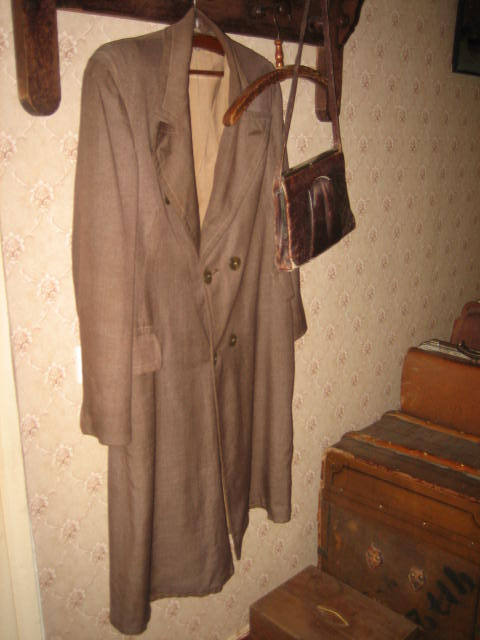
В музее Анны Ахматовой в Фонтанном Доме пальто, принадлежавшее Н. Н. Пунину, висит на вешалке в прихожей мемориальной экспозиции квартиры Пуниных-Ахматовой

Только уже после начала блокады Ленинграда, будучи тяжело больным, был эвакуирован в 1942 году вместе с Академией Художеств в Самарканд, где пробыл до лета 1944 года. После возвращения занимает должность профессора на только созданной кафедре всеобщей истории искусств ЛГУ.

### Второй арест. Смерть
Был арестован 26 августа 1949 года и по обвинению в террористических намерениях, контрреволюционной агитации, участии в контрреволюционной организации 22 февраля 1950 года был приговорён ОСО при МГБ СССР к 10 годам ИТЛ.

Причиной для заключения могли послужить негативные оценки современного советского искусства вместе с восхвалением западноевропейского модернизма. Так, член партбюро исторического факультета Г. В. Ефимов говорил:
«Пунин — не может быть руководителем на отделении. Я знаю, что им было брошено такое выражение в отношении ленинградских художников: — Пережили блокаду, переживем и это! Как же можно допустить руководить человека с такими взглядами?»
Подобные критические высказывания Пунина особенно широко стали обсуждаться в прессе, начиная с 1946 года, после знакового доклада «Импрессионизм и проблемы картины» и последующей дискуссии с одним из главных художников-соцреалистов В. А. Серовым, а также после выступления в защиту журналов «Звезда» и «Ленинград».
В заключении находился в Абезьском отделении Минлага, где и умер 21 августа 1953 года.
Посмертно реабилитирован в 1957 году.

## Семья
- Первая жена — Анна Евгеньевна, урождённая Аренс[14], дочь генерала флота Евгения Ивановича Аренса,
  - Дочь — Ирина
- Вторая жена (неофициально) — поэтесса Анна Ахматова.
- Брат — Александр (1890—9.02.1942), биолог, преподаватель[14], женат на Зое Евгеньевне Аренс, сестре Анны, у них дочь Ирина[14].
- Брат — Леонид (1892—1916), поручик, известный партизан Первой мировой войны, Георгиевский кавалер, организатор и атаман отряда Особой важности при Главкоме Северным фронтом (с марта 1917 — отряд Особой важности имени Атамана Пунина)
- Брат — Лев (27.10.1897—5.03.1963), участник Первой мировой, Советско-финской и Отечественной войн, военный историк[15].
- Сестра — Зинаида, во время Первой мировой войны — сестра милосердия.
- Племянник — Андрей Львович Пунин (1932—2020) — инженер-мостостроитель, историк архитектуры, заведующий кафедрой истории и теории архитектуры Санкт-Петербургского института живописи, скульптуры и архитектуры имени И. Е. Репина.

## Память
22 марта 2015 года в Санкт-Петербурге на фасаде дома 34 по набережной реки Фонтанки был установлен мемориальный знак «Последний адрес» Николая Николаевича Пунина. В память о Пунине Анна Ахматова написала:
И сердце то уже не отзовётся

На голос мой, ликуя и скорбя.

Всё кончено, и песнь моя несётся

В пустую ночь, где больше нет тебя.

## Основные работы
- Андрей Рублев [Очерк]. Пг., 1915.
- Японская гравюра. Пг., 1916.
- Татлин (Против кубизма). Пг., 1920.
- Курс лекций по современному искусству. Пг., 1921.
- Владимир Васильевич Лебедев [Плакаты 1919-1921]. Л., 1928.
- История западноевропейского искусства (Живописи и скульптуры). Л., 1938[7].